# Pronous shanus
Pronous shanus là một loài nhện trong họ Araneidae.
Loài này thuộc chi Pronous. Pronous shanus được Herbert Walter Levi miêu tả năm 1995.